# Université des sciences et technologies de Côte d'Ivoire
Université des sciences et technologies de Côte d'Ivoire (USTCI) er et universitet  i Abidjan (Elfenbenskysten) etableret i 2009.